# مسجد القبة (اللاذقية)
مسجد الضحى يقع في حي الصليبة القديم، ويقع بين أبنية غلب عليها البناء المعماري القديم، فالحجارة والأزقة والجدران العالية تحيط بالمسجد القديم. ويقع إلى الغرب من أعمدة باخوس مقابل جامع ياسين القديم والذي أعيد ترميمه عام 2011، وقريباً من حديقة أبي تمام، يعتقد بأنه البناء الذي قصده ابن بطلان بقوله: "فيها بيت كان للأصنام وهو اليوم كنيسة وكان في أول الإسلام مسجداً"، (والمقصود بكلمة فيها أي مدينة اللاذقية)، وأن وجود القبة على البناء جعل الناس يطلقون عليه اسم مسجد القبة.
أصل مسجد القبَّة (قبَّة الداويَّة) في حي الأشرفـيَّة بالصليبة :
أصلُ البناء مُصلَّىً لـِ (مطران اللاذقـيَّة اللاتينيّ) وفرسان الداويَّة (فرسان المعبد أو الهيكل) في زمن الحروب الصليبية، حوَّلهُ السُّلطانُ (الناصرُ صلاحُ الدين الأيُّوبيّ) إلى مكتبٍ إسلاميٍّ في سنة 584هـ (1188م).
وأنشأهُ مسجداً الحاج (علي بن عبد الرحمن الشهير بابن العجَّان العكَّاريّ) في سنة 1122هـ (1710م).
يُعرف اليوم بـِ (جامع الضحى) إذ رُمِّم على نفقة السيِّدة (ضحى قنِّيش) وافتُتح في 4 رجب 1425هـ (19 آب 2004م).
المسجد اليوم بات يدعى مسجد الضحى حسب اللوحة الحجرية التي تعلو بابه الشرقي الرئيسي، بينما بقي مسماه الشعبي شائعاً بمسجد القبة الخضراء نسبة لقبته الصغيرة الوحيدة التي تتوسط سقفه.

## الوصف المعماري
طرأت على هذا البناء تغيرات كثيرة في فترات لاحقة ذهبت بملامحه الأصلية، ويلاحظ ذلك من نوعية الحجارة التي تختلف في أحجامها وشكلها.
للمسجد مدخل من الجهة الشرقية يؤدي إلى فسحة سماوية توصل بدورها إلى المدخل الرئيسي للمسجد، ومنه إلى بهو مستطيل مسقوف بقبة حجرية تتوسط البهو، ومئذنة المسجد اثني عشرية متوسطة الارتفاع، وواجهاته بسيطة حيث يلاحظ وجود آثار قنطرتين في الجهتين الشرقية والغربية، كما توجد نافذتان على شكل صليب تؤكد أن المبنى كان كنسية في وقت من الأوقات، أما اليوم فتحول إلى مسجد بعد أن تم ترميمه سنة 2005م.
المسجد كان ديراً مهجوراً تحول إلى مسجد صغير لسكان الحي الأقدم في اللاذقية آنذاك، بقي المسجد على حاله بدار حجرية تعلوها قبة صغيرة وأمام بابه فسحة عربية واسعة، تحوي على الموضئ وحديقة صغيرة تساوي مساحة المسجد الداخلي، بقي كما هو حتى جاءت سيدة تدعى ضحى لتهب مالها لأوقاف اللاذقية وللقائمين على المسجد الصغير ذي القبة الصغيرة، فتم سقف الحديقة بقبة واسعة وكبيرة تم تصنيعها في حلب، وعدلت أمكنة الوضوء وملحقاتها، وبالتالي تضاعفت مساحة المسجد والمصلى واتسع لمصلين أكثر بفضل ما قدمته تلك السيدة عام 2004م.
كذلك تحيط به مجموعة من المحال القديمة التي تستخدم للصناعات اليدوية والشعبية النادرة.
يشار إلى أن هذا المسجد يقع ضمن منطقة تعد الأقدم على الإطلاق في المدينة وتشملها حدود المدينة القديمة التي وضعتها لجنة حماية المدينة القديمة في مجلس المحافظة.